# قلعه پوزه گزک
قلعه پوزه گزک مربوط به دوره ساسانیان است و در شهرستان بیضا، بخش بیضا، دهستان بانش، شمال روستای گزک، بر بلندی کوه واقع شده و این اثر در تاریخ ۳۰ بهمن ۱۳۸۶ با شمارهٔ ثبت ۲۰۹۶۴ به‌عنوان یکی از آثار ملی ایران به ثبت رسیده است.